# Râul Agapia
Râul Agapia este un curs de apă, afluent al râului Topolița. Râul se formează la confluența brațelor Sihla și Dărășagu. Cadastrul apelor consideră că Sihla constituie brațul principal. 
Râul Agapia se varsă în Topolița aproape de localitatea Săcălușești. Deoarece debitul râului Agapia este mai mare decât cel al Topoliței la vărsare, unii geografi consideră că râul Agapia ar constitui cursul superior al râului Topolița.

## Hărți
- Ovidiu Gabor - Economic Mechanism in Water Management Arhivat în 5 martie 2009, la Wayback Machine.]
- Parcul Vânători-Neamț